# Microhydromys richardsoni
Microhydromys richardsoni is een knaagdier uit het geslacht Microhydromys dat voorkomt in de bergen van Nieuw-Guinea. M. richardsoni is het kleinste inheemse knaagdier op Nieuw-Guinea (ongeveer net zo groot als een huismuis). Vergeleken met andere Hydromyini komt de soort vrij laag in de bergen voor. Zijn nauwste verwant is waarschijnlijk Microhydromys musseri, die, ondanks dat hij in hetzelfde geslacht geplaatst wordt, duidelijk van M. richardsoni verschilt.
Er zijn slechts vijf exemplaren bekend:
- Het eerste, het holotype (AMNH 152079), is op 16 maart 1939 gevangen bij de Idenburg-rivier in Irian Jaya, op 850 m hoogte.
- De tweede, AMNH 198790, is op 21 oktober 1967 gevangen bij Wanuma in Adelbert Range van Madang Province (Papoea-Nieuw-Guinea).
- Een derde exemplaar, BBM-NG 60202, is in een droge Eucalyptus-savanne gevangen bij Sirinumu Dam in het Sogeri-gebied van de Papoea-Nieuw-Guineese Central Province.
- Een ander exemplaar, AM M 14166, is gevangen op 18 september 1979 op 1450 m hoogte op Mount Sisa in Southern Highlands Province.
- Het laatste exemplaar, BBM-NG 105829, is op 5 mei 1980 gevangen op 1500 m hoogte in het Telefomin-gebied van Sandaun Province.

Deze vijf exemplaren variëren significant (zie onder), zodat het nog onduidelijk is of deze tot meerdere, nauw verwante soorten horen of dat deze soort heel variabel is. Het enige wat er van voortplanting bekend is, is dat BBM-NG 105829, een vrouwtje, paringsbereid was toen ze op 5 mei 1980 werd gevangen. Alle exemplaren behalve BBM-NG 60202 zijn gevangen in regenwoud, de meeste in een snap trap (lijkend op een gewone muizenval).
De soort is genoemd naar W.B. Richardson, die het holotype heeft gevangen.

## Beschrijving

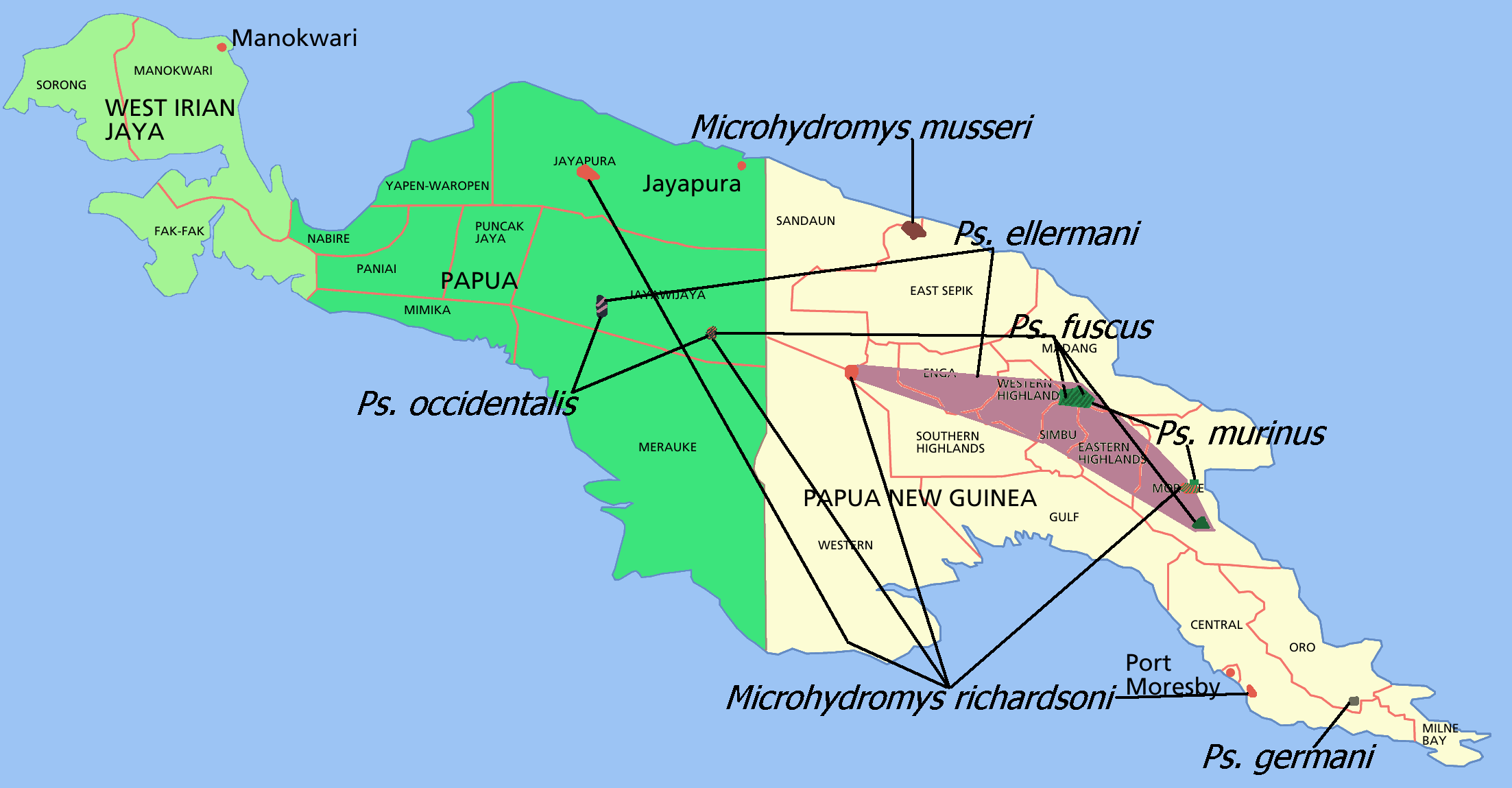
Verspreiding van M. richardsoni en andere knaagdieren.

| Grootte van de vijf exemplaren van M. richardsoni (Alles in mm, behalve gewicht in g) | Grootte van de vijf exemplaren van M. richardsoni (Alles in mm, behalve gewicht in g) | Grootte van de vijf exemplaren van M. richardsoni (Alles in mm, behalve gewicht in g) | Grootte van de vijf exemplaren van M. richardsoni (Alles in mm, behalve gewicht in g) | Grootte van de vijf exemplaren van M. richardsoni (Alles in mm, behalve gewicht in g) | Grootte van de vijf exemplaren van M. richardsoni (Alles in mm, behalve gewicht in g) |
| ------------------------------------------------------------------------------------- | ------------------------------------------------------------------------------------- | ------------------------------------------------------------------------------------- | ------------------------------------------------------------------------------------- | ------------------------------------------------------------------------------------- | ------------------------------------------------------------------------------------- |
| Kenmerk                                                                               | AMNH 198790 Mannetje (holotype)                                                       | AMNH 152079 Mannetje                                                                  | AM M 14166 Vrouwtje                                                                   | BBM-NG 60202 Mannetje                                                                 | BBM-NG 105289 Vrouwtje                                                                |
| Kop-romplengte                                                                        | 83                                                                                    | 80                                                                                    | 86                                                                                    | 86                                                                                    | 79                                                                                    |
| Staartlengte                                                                          | 84                                                                                    | 92                                                                                    | 79                                                                                    | 83                                                                                    | 84                                                                                    |
| Achtervoetlengte                                                                      | 19                                                                                    | 20                                                                                    | -                                                                                     | 19                                                                                    | -                                                                                     |
| Oorlengte                                                                             | 11                                                                                    | 8                                                                                     | -                                                                                     | 12                                                                                    | -                                                                                     |
| Gewicht                                                                               | 9                                                                                     | -                                                                                     | 12                                                                                    | -                                                                                     | 11                                                                                    |
| Condylobasale lengte                                                                  | -                                                                                     | -                                                                                     | 20.2                                                                                  | 19.6                                                                                  | -                                                                                     |
| Bizygomatische breedte                                                                | -                                                                                     | 9.2                                                                                   | 10.1                                                                                  | 9.6                                                                                   | -                                                                                     |
| Lengte palatum                                                                        | -                                                                                     | 10.0                                                                                  | 9.5                                                                                   | 9.7                                                                                   | -                                                                                     |
| Breedte rostrum                                                                       | -                                                                                     | -                                                                                     | 4.1                                                                                   | 4.0                                                                                   | -                                                                                     |
| Lengte foramen incisivum                                                              | -                                                                                     | 2.5                                                                                   | 2.1                                                                                   | 1.9                                                                                   | -                                                                                     |
| Lengte os nasale                                                                      | -                                                                                     | 6.4                                                                                   | 7.0                                                                                   | 5.9                                                                                   | -                                                                                     |
| Breedte os nasale                                                                     | -                                                                                     | 2.6                                                                                   | 2.6                                                                                   | 2.3                                                                                   | -                                                                                     |
| Breedte processus mastoides                                                           | -                                                                                     | 9.4                                                                                   | 8.8                                                                                   | 9.3                                                                                   | -                                                                                     |
| Lengte bulla                                                                          | -                                                                                     | 3.8                                                                                   | 4.2                                                                                   | 4.2                                                                                   | -                                                                                     |
| Lengte eerste+tweede bovenkies                                                        | -                                                                                     | 2.4                                                                                   | 2.0                                                                                   | 1.9                                                                                   | -                                                                                     |
| Breedte tussen eerste bovenkiezen                                                     | -                                                                                     | 2.4                                                                                   | 2.7                                                                                   | 2.7                                                                                   | -                                                                                     |
| Lengte eerste bovenkies                                                               | -                                                                                     | 1.6                                                                                   | 1.4                                                                                   | 1.2                                                                                   | -                                                                                     |
| Breedte eerste bovenkies                                                              | -                                                                                     | 0.8                                                                                   | 0.8                                                                                   | 0.6                                                                                   | -                                                                                     |
| Lengte tweede bovenkies                                                               | -                                                                                     | 0.8                                                                                   | 0.7                                                                                   | 0.7                                                                                   | -                                                                                     |
| Breedte tweede bovenkies                                                              | -                                                                                     | 0.7                                                                                   | 0.6                                                                                   | 0.6                                                                                   | -                                                                                     |

M. richardsoni verschilt op een groot aantal punten van M. musseri: hij is kleiner; er is geen kleurpatroon; er zitten groeven in de bovenvoortanden; het palatum is minder concaaf; de schedel is relatief smaller; de eerste bovenvoortand is meer naar voren gericht; er zit geen cingulum posterius op de eerste onderkies. Zie het artikel over Microhydromys voor de kenmerken die deze twee zo verschillende dieren delen.
Flannery (1989) vergeleek de vier toen bekende exemplaren (BBM-NG 105289 is pas later in de collecties van het Bernice P. Bishop Museum gevonden). AMNH 198790 heeft een witgevlekte staartpunt van 35 mm, terwijl het holotype er een van 10 mm heeft. BBM-NG 60202 heeft een witte staartpunt van 37 mm. Ook heeft dit exemplaar onregelmatige bruine vlekken op de rug. Het vierde exemplaar, AM M 14166, verschilt het meest van de andere exemplaren. De ossa nasalia zijn langer en de processus mastoides smaller dan bij de andere exemplaren (zie tabel). Ook loopt het palatum niet nog een stuk door achter de tweede bovenkies. Verder zit er een witte vlek op de keel. De witte staartpunt is 25 mm lang, en nog eens 30 mm is witgevlekt. Dit was echter het enige vrouwelijke exemplaar dat Flannery had, zodat hij niet wist of deze verschillen niet door seksueel dimorfisme konden worden verklaard. Flannery (1995) rapporteerde over het vijfde exemplaar (ook een vrouwtje), maar gaf verder geen informatie over de kenmerken van dat dier.
M. richardsoni heeft anders dan veel andere Hydromyini een korte, fijne vacht. De rugvacht is grijsbruin, terwijl de buikvacht wat lichter en korter is. Ook de oren zijn grijs. De smalle handen en voeten zijn bedekt met korte, spaarzame donkere haren. De staart is bijna zwart, met een witte punt van 10 mm. Per centimeter zitten op de staart 15 rechthoekige schubben. De haren op de staart zijn fijn, donker en kort (ongeveer 1,5 schub lang).
De korte, brede schedel lijkt oppervlakkig op een miniatuurversie van Hydromys of Parahydromys. De bek is kort en breed. Het os interorbitale is niet "samengedrukt". Het neurocranium is breed en groot. Het palatum is ongeveer net zo groot als bij Pseudohydromys. M. richardsoni heeft vrij lange foramina palatina, net als Leptomys maar anders dan Hydromys. De bullae zijn naar verhouding groter dan bij alle andere Hydromyini. De zygomatische plaat lijkt op die van Hydromys en Pseudohydromys. De ossa nasalia zijn niet verkort. M. musseri heeft net als de meeste Hydromyini (behalve Leptomys en Pseudohydromys) het primitieve cefalische slagaderpatroon, waarin het foramen stapedium zeer klein is en waarin de arteria stapedia alleen bloed vervoert naar het oor, terwijl de orbita en de bovenkaak bloed ontvangen via een verbinding met de arteria carotis interna. Het is onbekend of M. musseri dit kenmerk ook heeft.
In de bovenvoortanden zit een groef, die de voorkant verdeelt in een derde deel aan de buitenkant en twee derde aan de binnenkant. Deze groef is uniek binnen de Hydromyini, maar komt ook voor in een aantal andere niet-verwante knaagdieren, zoals goffers, Mus en Tateomys. De derde kies is verdwenen, zoals bij alle Hydromyini behalve Leptomys. De kiezen zitten verder van elkaar dan bij Parahydromys en Hydromys.
Tate & Archbold (1941) geven nog een aantal kenmerken voor het holotype die niet in nevenstaande tabel zijn opgenomen: breedte van de bek (voor de zygomatische plaat): 4.2 mm; kleinste interorbitale breedte: 4.4 mm; foramina palatina maiora: 2.5 x 1.5 mm; diastema (afstand tussen hoektanden en kiezen): 5 mm; grootte bullae: 3.8 x 2.9 mm.